# ۲-سه الکساندروفکا
۲-سه الکساندروفکا (انگلیسی: 2nd Alexandrovka) یک شهرک در شهرستان بلاگووشچنسکی باشقیرستان کشور روسیه است.